# بيت أبو علي (بني حشيش)

تعديل مصدري - تعديل

بيت أبو علي هي إحدى قرى عزلة رجام بمديرية بني حشيش التابعة لمحافظة صنعاء، بلغ تعداد سكانها 128 نسمة حسب تعداد اليمن لعام 2004.